# Sangarédi
Sangarédi är en ort i Guinea.   Den ligger i prefekturen Boke Prefecture och regionen Boke Region, i den västra delen av landet, 170 km norr om huvudstaden Conakry. Sangarédi ligger 200 meter över havet och antalet invånare är 76 538.
Terrängen runt Sangarédi är platt åt nordväst, men åt sydost är den kuperad. Runt Sangarédi är det ganska glesbefolkat, med 34 invånare per kvadratkilometer. Det finns inga andra samhällen i närheten. I omgivningarna runt Sangarédi växer huvudsakligen savannskog.